# Hamkolo
Hamkolo ist ein Quellfluss des Lingoni auf Anjouan, einer Insel der Komoren in der Straße von Mosambik.

## Geographie
Der Fluss entspringt im Südwesten von Anjouan in einem Ausläufer des Trindrini (Chindrini). Er verläuft nach Südwesten und mündet bald in den Lingoni.